# Darko Balaban
Darko Balaban (in serbo Дарко Балабан?; Novi Sad, 22 settembre 1989) è un cestista serbo.

## Carriera
Con la Serbia ha disputato i Giochi del Mediterraneo di Mersin 2013 e con la Serbia universitaria, le Universiadi di Kazan' 2013.

## Palmarès
- Campionato serbo: 1

Partizan Belgrado: 2009-10
- Coppa di Serbia: 3

Partizan Belgrado: 2008, 2009, 2010
- Lega Adriatica: 3

Partizan Belgrado: 2007-08, 2008-09, 2009-10